# Маньшино Большое
Маньшино Большое — деревня в Лухском районе Ивановской области. Входит в состав Порздневского сельского поселения.

## География
Находится в восточной части Ивановской области на расстоянии приблизительно 17 км на северо-восток по прямой от районного центра поселка Лух.

## История
В 1907 году здесь (тогда деревня в составе Юрьевецкого уезда Костромской губернии) было учтено 34 двора.

## Население
Постоянное население составляло 101 человек (1897 год), 26 в 2002 году (русские 100 %), 24 в 2010.